# نهائي كأس خادم الحرمين الشريفين للأبطال 2008
نهائي كأس خادم الحرمين الشريفين للأبطال 2008 هي المباراة النهائية لبطولة كأس خادم الحرمين الشريفين للأبطال 2008، أقيمت في بتاريخ 14 مايو 2008، بين نادي الشباب ونادي الاتحاد وفاز بها نادي الشباب بعد تغلبه على نادي الاتحاد بنتيجة 3–1.

## عن الفريقين
| الفريق  | نهائيات سابقة (الخط العريض يشير لسنة الفوز)                |
| ------- | ---------------------------------------------------------- |
| الشباب  | 1969، 1980                                                 |
| الاتحاد | 1958، 1959، 1960، 1963، 1964، 1967، 1979، 1982، 1986، 1988 |

## تفاصيل المباراة
| الشباب                                                        | 3–1 | الإتحاد         |
| ------------------------------------------------------------- | --- | --------------- |
| ناصر الشمراني 10' · عبد الله الشهيل 82' · مارسيلو كاماتشو 93' |     | 89' طلال المشعل |